# Ota Petřina
Otakar „Ota“ Petřina (4. června 1949 Malé Žernoseky – 11. července 2015 Statenice) byl český kytarista, skladatel, textař, zpěvák a kapelník. Jeho synem je rapper a bubeník Marpo.

## Hudební kariéra
V orchestru divadla Rokoko doprovázel Martu Kubišovou, Václava Neckáře a Helenu Vondráčkovou, z nichž vznikla skupina Golden Kids. Pro Kubišovou napsal např. píseň „Tak dej se k nám a projdem´ svět“ na její první album Songy a balady. Václav Neckář v rámci Golden Kids zpíval i Petřinovy rockové balady „Nautilus“ nebo „Royal“. Také s Václavem Neckářem spolupracoval i po zákazu Golden Kids, v letech 1971–1974 vedl jeho skupinu Bacily. Podílel se na jeho stěžejních albech Tomu, kdo nás má rád a Planetárium. Významnou roli sehrál při přípravě alba 13 HP Petra a Hany Ulrychových.
V roce 1978 vydal své debutové album Super – robot, které připravil spolu s kamarádem a textařem Zdeňkem Rytířem. Je to jedno ze dvou vlastních alb, na kterém zpívá. Ve druhé polovině 70. let a první polovině let osmdesátých spolupracoval především se zpěvačkou Petrou Janů. Na její první dvě alba, Motorest a Exploduj!, složil všechny skladby. Na druhé z nich napsal i několik textů. Texty psal k vlastním deskám výjimečně, a to jen tehdy, pokud textař nedodal včas slíbený text. Na počátku 80. let se autorsky rozešel se Zdeňkem Rytířem a pro Petru Janů připravil, byť s jinými textaři, alba Já + My a monotematickou desku Ročník 50, na které si s ní zazpíval i téměř dvacetiminutový duet.
V roce 1982 s textařem Ladislavem Kantorem připravil pro Václava Neckáře první díl jeho trilogie Příběhy, písně a balady, která zaznamenala komerční úspěch. S Ladislavem Kantorem spolupracoval i na některých písničkách pro skupinu C&K Vocal, ve které vystupoval mj. i Luboš Pospíšil. Roku 1983 se autorsky podílel na jeho první sólové desce Tenhle vítr jsem měl rád. Ta obsahovala i stejnojmenný hit, který patří k nejúspěšnějším Pospíšilovým písním. Téhož roku připravil své druhé, poslední, autorské album Pečeť, na němž spolupracoval s básníkem Pavlem Vrbou.
Ve druhé polovině 80. let napsal několik písní pro zpěvačku Evu Hurychovou a vrátil se k Václavu Neckářovi, aby s ním připravil hardrockové album Pod komandem lásky. Po roce 1989 se ve velké míře věnoval opět koncertování s Neckářovou skupinou Bacily a napsal několik nových písní pro comeback zpěvačky Petry Janů. Písně skládal i jiným interpretům, v menším rozsahu spolupracoval např. s Hanou Zagorovou, Jiřím Kornem, Jitkou Zelenkovou, Petrem Rezkem, Michalem Prokopem nebo Alešem Brichtou. Mezi jeho největší autorské hity patří např. „Nautilus“, „Tenhle vítr jsem měl rád“, „Motorest“ nebo „Marilyn, Good-Bye“.
Zemřel 11. července 2015.

## Film
Je autorem hudby ke dvěma celovečerním filmům:
- 1980 Koncert
- 1982 Smrt talentovaného ševce včetně hudby k písni Je téměř půlnoc, kterou ve filmu zpívá Petra Janů (podle stejnojmenného románu Václava Erbena z roku 1978)

## Diskografie
- 1978 Super-robot – Supraphon
- 1983 Pečeť – Supraphon
- 2009 Super-robot, komplet – Supraphon, 2CD[3]